# 신이시키리역
신이시키리역(일본어: 新石切駅, しんいしきりえき)은 일본 오사카부 히가시오사카시에 있는 긴키 닛폰 철도의 철도역이다.

## 역 구조
섬식 승강장 2면 3선의 고가역. 개찰 및 콩코스는 2층, 승강장은 3층에 있다. 개찰구는 1곳만 있다. 승강장에는 원맨 운전 지원용 승강장 센서가 설치되고 있지만, 여객 취급이 없는 2번 선만 미설치 상태이다.
역사 밑에는 제2 게이한나 유료 도로가 다니고 있다.

### 승강장
| 1 | ■ 긴테쓰 게이한나선 | 이코마 · 갓켄나라토미가오카 방면                    |
| 2 | ■ 긴테쓰 게이한나선 | 여객 열차의 출도착 없음                             |
| 3 | ■ 긴테쓰 게이한나선 | 나가타 · 혼마치 · 벤텐초 · 오사카코 · 유메시마 방면 |

2번 선의 선로가 상하행 선의 홈에 삽입되는 구조이지만, 1번 선 홈의 2번 선 측은 울타리로 되어 있으며 2번 선은 기본적으로 여객 열차로 사용하지 않고, 시운전 열차의 반환 등에서 사용될 뿐이다. 2번 선 건너편 울타리 밑에는 제3궤조로가 설치되어 있다. 1번 선과 3번 선 승강장 건너편 울타리에는 "고압 전기 송전 중"이라고 쓰여 있고 그 위에는 "무서운 전기가 흐르고 있습니다."라고 적힌 간판이 설치되어 있다. 덧붙여 이 승강장은 옛 히가시오사카선 시대에 올랐던 급행 운전 시의 대피선으로 설치된 바 있다.

## 역 주변
긴테쓰 나라선의 이시키리역과는 1km정도 떨어져 있지만, 이시키리역은 70체계 버스로 가는 방법도 있다. 양 역간은 표고차가 있기 때문에 가파른 비탈길을 올라 가게 된다.
- 히가시오사카 니시이시키리 우체국
- 코나미 스포츠 신이시키리
- 한신 고속 13호 히가시오사카 선
- 국도 제308호선
- 국도 제170호선
- 다이빙 하우스 AirDome (다이빙 교실)

## 역사
- 1986년 10월 1일: 히가시오사카선(현, 게이한나선) 나가타 ~ 이코마 간 개통 시에 개업.
- 2006년
  - 3월 21일: 도착・출발 멜로디 도입.
  - 3월 27일: 히가시오사카선이 게이한나선으로의 이행에 맞춰 역 번호 도입.
- 2007년 4월 1일: PiTaPa 사용 개시.

## 인접역
| 긴키 닛폰 철도 게이한나선 | 긴키 닛폰 철도 게이한나선 | 긴키 닛폰 철도 게이한나선          |
| ------------------------- | ------------------------- | ---------------------------------- |
| C25 요시타 나가타 방면    | ■ 게이한나선              | 이코마 C27 갓켄나라토미가오카 방면 |